# Eressa ichneumoniformis
Eressa ichneumoniformis là một loài bướm đêm thuộc phân họ Arctiinae, họ Erebidae.